# Кавказский пленник (рассказ)
«Кавка́зский пле́нник» (дореф. «Кавказскій плѣнникъ») — рассказ (иногда жанр этого произведения определяют как повесть или быль) Льва Толстого, повествующий о русском офицере в плену у горцев. Написан для «Азбуки», впервые опубликован в 1872 году в журнале «Заря». Одно из наиболее популярных произведений писателя, многократно переиздававшееся и входящее в школьную программу.
Название является отсылкой к заглавию поэмы А. С. Пушкина «Кавказский пленник», на титульном листе которой жанр был указан как «повесть».

## История
Завязка рассказа отчасти основана на реальном событии, произошедшем с Толстым во время службы на Кавказе в 1850-е годы. 23 июня 1853 года он записал в своём дневнике: «Едва не попался в плен, но в этом случае вёл себя хорошо, хотя и слишком чувствительно». По воспоминаниям С. А. Берса, шурина писателя,
Мирный чеченец Садо, с которым ехал Л. Н-ч, был его большим другом. И незадолго перед тем они поменялись лошадьми. Садо купил молодую лошадь. Испытав её, он предоставил её своему другу Л. Н-чу, а сам пересел на его иноходца, который, как известно, не умеет скакать. В таком виде их и настигли чеченцы. Л. Н-ч, имея возможность ускакать на резвой лошади своего друга, не покинул его. Садо, подобно всем горцам, никогда не расставался с ружьём, но, как на беду, оно не было у него заряжено. Тем не менее он нацелил им на преследователей и, угрожая, покрикивал на них. Судя по дальнейшим действиям преследовавших, они намеревались взять в плен обоих, особенно Садо для мести, а потому не стреляли. Обстоятельство это спасло их. Они успели приблизиться к Грозной, где зоркий часовой издали заметил погоню и сделал тревогу. Выехавшие навстречу казаки принудили чеченцев прекратить преследование.
Дочь Толстого Александра рассказывает о данном случае следующим образом:
Толстой с другом своим Садо провожал обоз в крепость Грозную. Обоз шёл медленно, останавливался, Толстому было скучно. Он и ещё четверо верховых, сопровождавших обоз, решили его обогнать и уехать вперёд. Дорога шла ущельем, горцы ежеминутно могли напасть сверху, с горы, или неожиданно из-за утёсов и уступов скал. Трое поехали по низу ущелья, а двое — Толстой и Садо — по верху хребта. Не успели они выехать на гребень горы, как увидали несущихся навстречу им чеченцев. Толстой крикнул товарищам об опасности, а сам, вместе с Садо, во весь дух помчался вперёд к крепости. К счастью, чеченцы не стреляли, они хотели взять Садо в плен живым. Лошади были резвые, и им удалось ускакать. Пострадал молодой офицер, убитая под ним лошадь придавила его и он никак не мог из-под неё высвободиться. Скакавшие мимо чеченцы до полусмерти изрубили его шашками, и, когда русские подобрали его, уже было поздно, он умер в страшных мучениях.
Во время активного составления «Азбуки» Толстой написал рассказ о кавказском пленнике. Посылая рассказ Н. Н. Страхову в марте 1872 года, Толстой отметил:
Всё время и силы мои заняты «Азбукой». Для «Зари» я написал совсем новую статью в «Азбуку» — «Кавказский пленник» и пришлю не позже как через неделю… Пожалуйста, напишите, что вы думаете об этой статье. Это образец тех приёмов и языка, которым я пишу и буду писать для больших.
…свои художественные произведения я причисляю к области дурного искусства, за исключением рассказа «Бог правду видит», желающего принадлежать к первому роду, и «Кавказского пленника», принадлежащего ко второму.
Рассказ «Кавказский пленник» был напечатан в журнале «Заря» (1872, № 2). Он вошёл в «Четвёртую русскую книгу для чтения», вышедшую 1 ноября 1872 года.
Сам Толстой высоко оценивал свой рассказ и упоминал его в трактате «Что такое искусство?» в следующем контексте:
При этом «второй род» хорошего искусства определяется им там же как «искусство, передающее самые простые житейские чувства, такие, которые доступны всем людям всего мира, — искусство всемирное».
Комментируя данный трактат, философ Лев Шестов замечает, что «<…> он на самом деле превосходно понимает, что никогда его „Кавказский пленник“ или „Бог правду знает, да не скоро скажет“ (только эти два рассказа из всего, что им написано, относит он к хорошему искусству) — не будут иметь для читателей того значения, которое имеют не только его большие романы — но даже „Смерть Ивана Ильича“».

## Сюжет
Действие происходит во время Кавказской войны. На Кавказе служит офицер Иван Жилин. Его мать присылает письмо, в котором просит навестить её, и Жилин выезжает из крепости вместе с обозом. Обоз едет медленно, и Жилин и другой офицер — Костылин — решаются поехать вперёд одни. Потом они натыкаются на нескольких конных «татар» (горцев-мусульман). Когда Костылин видит татар, он уезжает, бросая Жилина одного, а те подстреливают лошадь оставшегося офицера и берут его в плен.
Жилина привозят в горное село, где продают Абдул-Мурату. У того же хозяина позже оказывается и Костылин, которого также поймали татары. Абдул заставляет офицеров написать письма домой, чтобы за них дали выкуп. Жилин указывает на письме не тот адрес, понимая, что его матери всё равно не собрать требуемой суммы.
Жилин и Костылин живут в сарае. Днём на ноги им надевают колодки. Жилин мастерит кукол, привлекая местных детей и прежде всего — Дину, 13-летнюю дочь Абдула. Во время прогулок по аулу и окрестностям Жилин прикидывает, в какую сторону можно бежать обратно в русскую крепость. По ночам он делает подкоп в сарае. Дина иногда приносит ему лепёшки или куски баранины.
Когда Жилин замечает, что жители аула встревожены из-за гибели одного из односельчан в бою с русскими и легко могут сорвать свой гнев на пленных, он решается на побег. Они с Костылиным ночью пролезают в подкоп и пытаются пробраться к лесу, а оттуда к крепости. Однако из-за неповоротливости тучного Костылина они не успевают дойти — их замечают татары и привозят обратно. Теперь их сажают в яму и не снимают на ночь колодок. Дина продолжает иногда носить Жилину еду.
Понимая, что горцы ожидают прихода русских и могут убить пленных, Жилин однажды с наступлением ночи просит Дину принести ему длинную палку, с помощью которой он вылезает из ямы. Разболевшийся и раскисший Костылин остаётся там. Жилин пытается сбить замок с колодок, но не может этого сделать, в том числе и с помощью Дины. Пробравшись через лес, на рассвете главный герой выходит к расположению русских войск. Впоследствии Костылина с крайне подорванным здоровьем выкупают из плена.

## Отзывы
- По свидетельству дочери писателя, после публикации рассказа неизвестный автор в газете «Всемирная иллюстрация» писал[4]:

«Кавказский пленник» написан совершенно особым, новым языком. Простота изложения поставлена в нем на первом плане. Нет ни одного лишнего слова, ни одной стилистической прикрасы... Невольно изумляешься этой невероятной, небывалой сдержанности, этому аскетически строгому исполнению взятой на себя задачи рассказать народу интересные для него события «не мудрствуя лукаво». Это подвиг, который, пожалуй, окажется не под силу ни одному из прочих корифеев нашей современной литературы. Художественная простота рассказа в «Кавказском пленнике» доведена до апогея. Дальше идти некуда, и перед этой величественной простотой совершенно исчезают и стушёвываются самые талантливые попытки в том же роде западных писателей.
- Виктор Шкловский[9]:

Тема «русский среди чеченцев» — это тема «Кавказского пленника» Пушкина. Толстой взял то же название, но рассказал всё по-другому. Пленник у него русский офицер из бедных дворян, такой человек, который всё умеет делать своими руками. Он почти что не барин. Попадает он в плен потому, что другой, знатный офицер, ускакал с ружьём, не помог ему, а сам тоже попался. Жилин — так зовут пленника — понимает, за что горцы не любят русских. Чеченцы люди чужие, но не враждебные ему, и они уважают его храбрость и умение починить часы. Пленника освобождает не женщина, которая в него влюблена, а девочка, которая его жалеет. Он пытается спасти и своего товарища, взял его с собой, но тот несмел, неэнергичен. Жилин тащил Костылина на плечах, но попался с ним, а потом убежал один.

Этим рассказом Толстой гордится. Это прекрасная проза — спокойная, никаких украшений в ней нет и даже нет того, что называется психологическим анализом. Сталкиваются людские интересы, и мы сочувствуем Жилину — хорошему человеку, и того, что мы про него знаем, нам достаточно, да он и сам не хочет знать про себя многого.
- Самуил Маршак назвал произведение Толстого венцом «Книг для чтения», отметив, что «вряд ли можно найти во всей мировой литературе более совершенный образец маленькой повести для детей»[10].

- Гагарин, Юрий Алексеевич[11]:

В это время попалась мне книга, которая оставила яркий след на всю жизнь. Это был рассказ Льва Толстого «Кавказский пленник». Очень мне нравился русский офицер Жилин, его упорство и смелость. Такой человек нигде не пропадет. Попав в плен, он бежал да еще помогал бежать Костылину, человеку, слабому духом. Татарка Дина тоже была прелестной. Перечитывая рассказ, я все время примеривал его героев к знакомым людям. Ведь брат мой Валентин тоже бежал из плена. И в нем я находил черты полюбившегося мне Жилина.

## Экранизации
- «Кавказский пленник» — классическая экранизация 1975 года; режиссёр Георгий Калатозишвили, в роли Жилина Юрий Назаров
- «Кавказский пленник» / Le prisonnier du Caucase, Швейцария, 1978, эпизод телесериала «Вечернее шоу» (французский язык)
- «Кавказский пленник» — фильм 1996 года, в котором использованы мотивы рассказа, однако действие перенесено во время Чеченской войны 1990-х годов; режиссёр Сергей Бодров-ст., в роли Жилина Сергей Бодров-мл.

## Аудиопостановки
Существует несколько аудиоверсий рассказа:
- Л. Толстой. «Кавказский пленник» — читает Бруно Фрейндлих; запись 1960 года.
- Л. Толстой. «Кавказский пленник» (Цикл/Серия: Аудиособрание сочинений. — Том 4) — читает Вячеслав Герасимов. — Студия АРДИС, 2003.
- Л. Толстой. «Кавказский пленник» — читает Владимир Шевяков / Художественный руководитель — заслуженная артистка России Наталия Литвинова; Общее время звучания — 67 минут. — 1С:Аудиокниги, 2006. — ISBN 5-9677-0344-6.